# Wilson Oruma
Wilson Oruma, född den 30 december 1976 i Warri, Nigeria, är en nigeriansk fotbollsspelare. Vid fotbollsturneringen under OS 1996 i Atlanta deltog han i det nigerianska lag som tog guld. 